# 아베 다쿠미
아베 다쿠미(일본어: 阿部 巧, 1991년 5월 26일 ~ )는 일본의 전 축구 선수이다.

## 구단 경력
그는 2010년부터 2019년까지 J리그의 FC 도쿄, 요코하마 FC, 마쓰모토 야마가 FC, 아비스파 후쿠오카, 더스파구사쓰 군마, SC 사가미하라에서 활동하였다.